# Zkouška sirén

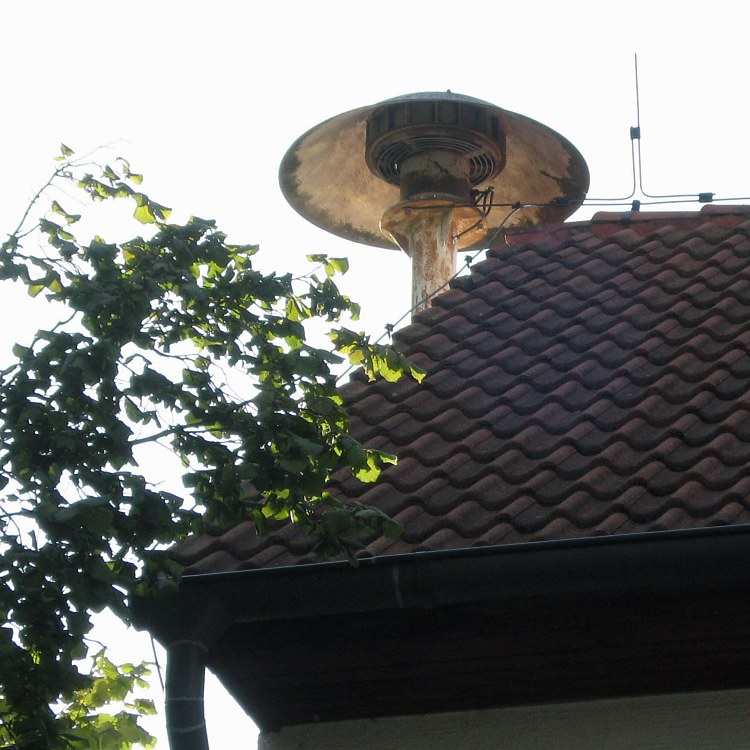
Siréna na střeše hasičské zbrojnice v obci Nedrahovice na Příbramsku

Zkouška sirén je pravidelné ověřování provozuschopnosti jednotného systému varování a informování obyvatelstva. Sirény slouží k varování v případě požáru, přírodních nebo průmyslových katastrof, v době války se pak používají k vyhlašování leteckých či chemických poplachů.

## Česko
V Česku provozuje sirény Hasičský záchranný sbor České republiky. Podrobnosti zkoušky sirén v Česku stanovuje vyhláška Ministerstva vnitra České republiky č. 380/2002 Sb., k přípravě a provádění úkolů ochrany obyvatelstva, zejména její příloha č. 2 „Tvar a význam varovného signálu“.
Zkouška probíhá každou první středu v měsíci ve 12 hodin vysíláním 140 sekund dlouhého nekolísavého zkušebního tónu (skutečná varování jsou vyhlašována tónem kolísavým). V Olomouckém kraji se zkouška sirén provádí asi o deset minut později, aby zvuk sirén nerušil odbíjení poledne na olomouckém orloji.
V této podobě se zkouška provádí od 2. října 2002. Předtím se prováděla zkouška sirén dvakrát ročně, což ale Hasičský záchranný sbor vyhodnotil jako nedostatečné.

### Zrušené zkoušky
Generální ředitelství HZS ČR je oprávněno zkoušku sirén zrušit, pokud by vzhledem k okolnostem mohla vyvolat paniku. Typicky se tak stává v době již probíhající mimořádné události. V několika případech byla zkouška v pravidelném termínu zrušena z praktických důvodů, protože se sirény rozezněly v jiném blízkém termínu za pietním účelem.
| Datum             | Důvod zrušení zkoušky                                                                               | Zdroj        |
| ----------------- | --------------------------------------------------------------------------------------------------- | ------------ |
| 5. dubna 2006     | povodeň v celém Česku                                                                               | [ 4 ]        |
| 5. července 2006  | Den slovanských věrozvěstů Cyrila a Metoděje                                                        | [ 5 ]        |
| 1. července 2009  | povodeň v celém Česku                                                                               | [ 6 ]        |
| 7. dubna 2010     | setkání prezidentů Baracka Obamy a Dmitrije Medveděva v Praze (8. dubna)                            | [ 7 ]        |
| 2. června 2010    | povodeň na severní Moravě a ve Slezsku                                                              | [ 8 ]        |
| 1. května 2013    | Svátek práce                                                                                        | [ 9 ]        |
| 5. června 2013    | povodeň v Čechách                                                                                   | [ 10 ]       |
| 4. března 2015    | rozeznění sirén ve čtvrtek 5. března na počest obětí střeleckého útoku v Uherském Brodě z 24. února | [ 3 ] [ 11 ] |
| 5. února 2020     | rozeznění sirén v pondělí 3. února na počest předsedy Senátu Jaroslava Kubery (zemřel 20. ledna)    | [ 12 ]       |
| 1. dubna 2020     | nouzový stav v souvislosti s pandemií covidu-19                                                     | [ 13 ]       |
| 6. května 2020    | nouzový stav v souvislosti s pandemií covidu-19                                                     | [ 14 ]       |
| 7. října 2020     | nouzový stav v souvislosti s pandemií covidu-19                                                     | [ 15 ]       |
| 4. listopadu 2020 | nouzový stav v souvislosti s pandemií covidu-19                                                     | [ 16 ]       |
| 2. března 2022    | ruská invaze na Ukrajinu                                                                            | [ 17 ]       |
| 6. dubna 2022     | ruská invaze na Ukrajinu                                                                            | [ 18 ]       |
| 4. května 2022    | ruská invaze na Ukrajinu                                                                            | [ 19 ]       |
| 1. ledna 2025     | Nový rok a Den obnovy samostatného českého státu                                                    | [ 20 ]       |

### Společenská odezva
V Česku se prostřednictvím sociální sítě Facebook zorganizovala skupina „Posluchači pravidelné zkoušky sirén“. Její členové, kterých je několik tisíc, se pravidelně každou první středu měsíci věnují poslechu zkoušky a následně sdílejí videa a fotografie sirén.
Série skladeb určených ke hraní za zvuku sirén představil v březnu 2019 český Orchestr BERG ve spolupráci s Českým rozhlasem Vltava. Skladby složené množstvím různých autorů jsou veřejně přehrávány na různých místech Česka, zejména v Praze, v době zkoušky sirén a živě vysílány rozhlasem v rámci série minikoncertů Hudba k siréně.
Pravidelnosti, synchronizace a všudypřítomnosti zkoušky sirén využívají jako nástroje k mobilizaci svého publika některé společenské aktivity. Pravděpodobně jako první to byla v srpnu 2016 watchdogová organizace Kverulant.org, která později v době zkoušky sirén zveřejňovala i video s dárcovskou výzvou: „Pravidelná zkouška sirén vám především má připomenout, že je na čase podarovat Kverulanta za to, že bojuje proti věrolomným politikům a rozežraným úředníkům.“ V červenci 2018 vyzvala iniciativa Milion chvilek pro demokracii své fanoušky, aby se při příležitosti zkoušky sirén postavili s transparentem na jakékoliv veřejné místo a své fotografie následně sdíleli prostřednictvím sociálních sítí.

## Zkouška sirén v jiných zemích

### Německo
V Německu probíhá zkouška sirén v různých městech v odlišných termínech.
Jednou za rok, druhý zářijový čtvrtek se koná celostátní Warntag („výstražný den“) za účelem testování různých varovných systémů, včetně sirén, v 11 hodin.

### Rakousko
V Rakousku se zkouška sirén provádí každou sobotu ve 12 hodin. Zkušebním signálem je 15 sekund trvající nepřerušovaný a nekolísavý tón. Kromě toho probíhá každou první sobotu v říjnu zkouška sirén, během níž zní po sobě zkušební, varovný a poplašný signál a signál konce nebezpečí.

### Slovensko
Na Slovensku se zkouška sirén koná každý druhý pátek v měsíci ve 12 hodin dvouminutovým nekolísavým tónem.

### Švýcarsko
Ve Švýcarsku probíhá zkouška sirén každou první středu v únoru ve 13.30 signálem „Všeobecná výstraha“ trvajícím jednu minutu opakovaném po dvouminutové prodlevě. V případě potřeby může test probíhat až do 14 h. Od 14 h nejpozději do 16.30 může být testován „vodní poplach“.

### Nizozemsko
V Nizozemsku probíhá zkouška sirén každé první pondělí v měsíci s výjimkou státních svátků a jiných významných dnů od 12:00 po dobu 86 sekund.